# 용호봉
용호봉(龍虎鳳, dragon tiger phoenix)은 광둥성과 같은 지역에서 거의 독점적으로 발견되는 고전적인 광둥 요리이다.

## 어원
요리의 이름은 세 마리의 동물을 사용하는 것에서 비롯된다. 용은 뱀으로, 호랑이는 고양이로(때로는 가면을 쓴 사향 고양이로 대체됨), 봉황은 닭으로 표현된다.

## 유형
요리에는 몇 가지 종류가 있다. 한 버전은 문자 그대로 용호봉대회(龍虎鳳大燴, 龍虎鳳大燴)라고 한다. 또 하나는 국화용호봉황(菊花龍虎鳳)이다.